# Hembygden
"Hembygden" var ursprungligen en dikt skriven av Nils Hildestrand som tonsattes av Felix Körling. På Landskronautställningen 1913 höll landshövding Robert De la Gardie ett högtidstal vilket han avslutade med att deklamera Hildestrands dikt och uttalade förhoppningen att denna skulle bli Skånelandets egen sång. Den har förekommit i en mängd skol- och föreningssångböcker.